# Wange
Wange is een dorp in de Belgische provincie Vlaams-Brabant en een deelgemeente van Landen. Wange was een zelfstandige gemeente tot aan de gemeentelijke herindeling van 1971.

## Etymologie
De oudste vermelding van de plaats stamt uit 1131 en maakt gewag van UUanga. In 1280 is er sprake van een Iacobus de Wange. De naam betekent waarschijnlijk golvend terrein.

## Bezienswaardigheden
- De Kasteelhoeve Wange: deze gesloten baksteenhoeve in de Eliksemstraat (aan de linkeroever van de Kleine Gete) was sinds 1965 eigendom van de familie Avermaete-Vroninks. In 2010 werd de hoeve verkocht en omgebouwd tot een seminarie en logiecentrum en werd de 12 ha landbouwgrond omgezet tot een ecologisch natuurdomein[2] is een duurzaam project. Het was een van de eerste sites in Vlaanderen die in 2012 als meetinglocatie én logies het label 'De Groene Sleutel' heeft verworven. Hoe oud de oorspronkelijke kern van de Kasteelhoeve (voorheen Château de Wanghe en Arconaty-hoeve) wel is, valt moeilijk te zeggen. Zeker is dat ze al eeuwen geleden opdook in cartografische archivalia. In het Angelsaksische kasteel van Blenheim verzinnebeeldt een wandtapijt de ‘Battle of Elixem’ of de ‘Doorbraak van de Brabantse (Franse) linies’ in 1705. De Kasteelhoeve verschijnt als een versterkte burcht tussen de linies en de Kleine Gete.[3] De hoeve is ook terug te vinden op de kaart van graaf De Ferraris (1771-78) en was toen omsloten door een gracht. Ze behoort tot de Haspengouwse vierkantshoeves.[1]
- De porticusvilla Damekot..[1]
- De Christus Koningkerk
- De Motte van Wange

## Natuur en landschap
Wange ligt in Droog-Haspengouw op een hoogte van 40-70 meter. De plaats ligt in de vallei van de Kleine Gete.

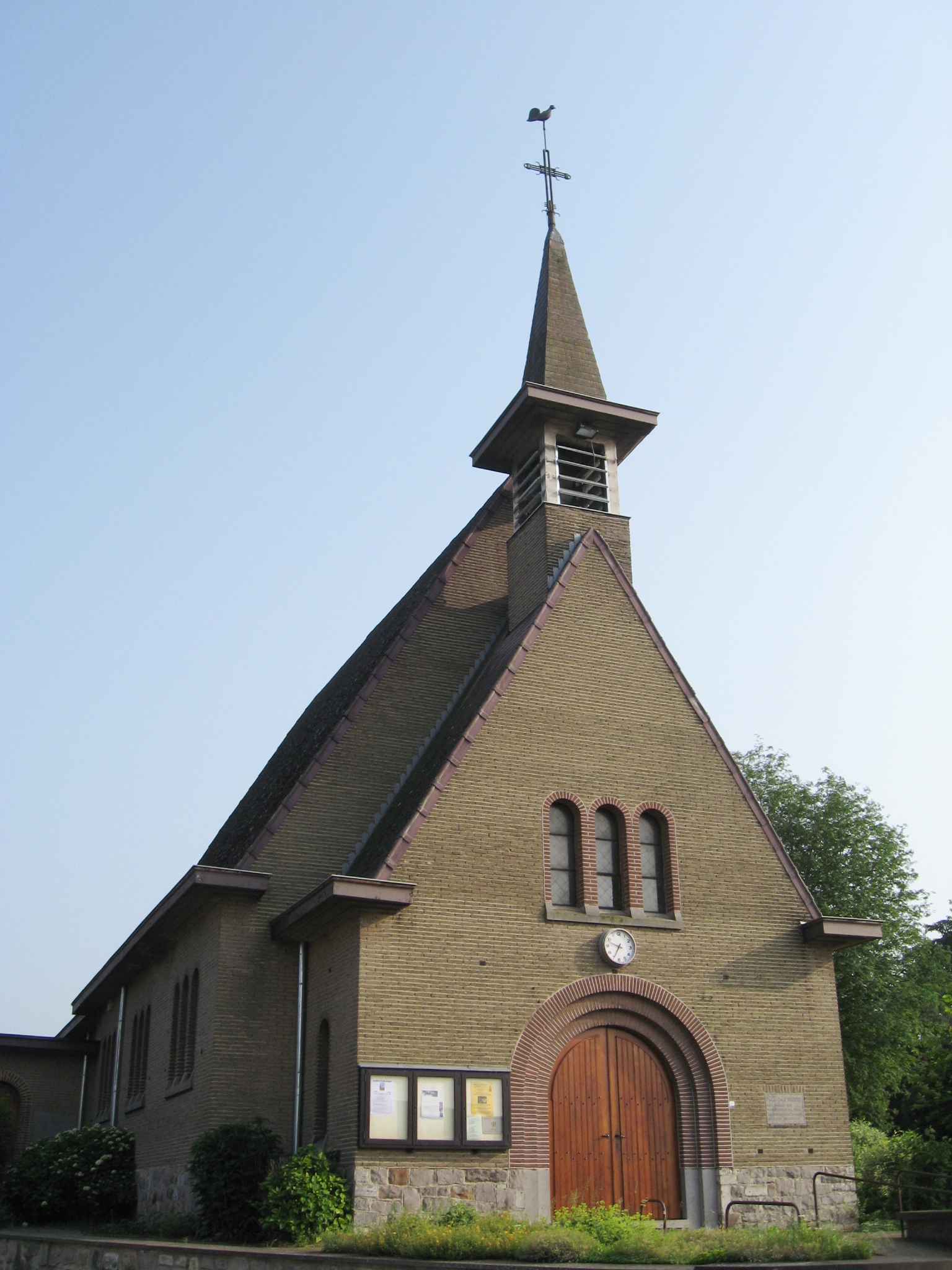
Christus Koningkerk

## Demografische ontwikkeling
- Bronnen:NIS, Opm:1831 tot en met 1961=volkstellingen

## Nabijgelegen kernen
Neerhespen, Overhespen, Eliksem, Laar, Neerwinden
Deelgemeenten: Attenhoven · Eliksem · Ezemaal · Laar · Landen · Neerlanden · Neerwinden · Overwinden · Rumsdorp · Waasmont · Walsbets · Walshoutem · Wange · Wezeren

Belgische gemeenten · Arrondissement Leuven · Vlaams-Brabant · Vlaanderen